# Beta Octantis
Beta Octantis (β Octantis, β Oct, Beta Oct ) je se zdánlivou hvězdnou velikostí 4,128m pravděpodobná astrometrická dvojhvězda  v souhvězdí Oktantu. Na základě ročního posunu paralaxy 21,85 mas (při pohledu ze Země) se nachází asi 149 světelných let od Slunce a vzdaluje se od něj radiální rychlostí +19 km/s.
Na základě spektrální třídy A9IV-V je viditelná složka vyvíjející se, bíle zbarvená hvězda typu A se spektrem, které vykazuje smíšené rysy hvězdy hlavní posloupnosti  a podobra. Její hmotnost se odhaduje na 2,27násobek sluneční hmotnosti a 3,2násobek poloměru Slunce. Hvězda je stará asi 500 milionů let a její předpokládaná rotační rychlost je 49 km/s. Ze své fotosféry vyzařuje 42násobek sluneční zářivosti při efektivní teplotě 8 006 K.